# Sulechów
Sulechów (udtale: Sue-leh-hoof [suˈlɛxuf], tysk: Züllichau) en by og en kommune (Gmina) i det vestlige Polen, der ligger i voivodskabet Lubusz (Województwo lubuskie) og har 16.063(2021) indbyggere og et areal på 	6,88 km². Den er en del af powiatet (amt) Zielona Góra. Vinder af Nobelprisen i litteratur for 2018, Olga Tokarczuk blev født i Sulechów i 1962.

## Geografi
Sulechów ligger i den historiske region Nedre Schlesien, nord for floden Oder. Byens centrum ligger ca. 22 km nordøst for den regionale hovedstad Zielona Góra. Den regionale Zielona Góra Lufthavn er omkring 14 km væk.

## Historie
I slutningen af det 10. århundrede blev området inkluderet i Hertugdømmet Polen af dets første historiske hersker Mieszko 1. af Piast-dynastiet. Det blev en del af Hertugdømmet Schlesien, en provins i det fragmenterede Polen, i 1138, og tilhørte senere det schlesiske Hertugdømmet Głogów, oprettet i 1249-51 under hertug Konrad 1. I begyndelsen af det 14. århundrede var Sulechów omgivet af forsvarsmure.
Da den sidste Piast-hertug Henrik 11. af Głogów døde uden problemer i 1476, blev der rejst arvekrav af hans enke Barbara af Brandenburg og hendes far fra Huset Hohenzollern kurfyrst Albrecht Achilles. Den brandenborgske indflydelse mødte hård modstand fra Henrys Piast-fætter, hertug Jan 2. den Gale af Żagań, som alligevel efter flere års kampe måtte underskrive en aftale, hvorved de schlesiske byer i Krosno Odrzańskie og byen overgik til Markgrevskabet Brandenburg som et len af Kongeriget Bøhmen, en integreret del af Det Hellige Romerske Rige.